# Anosovs Schließungslemma
In der Theorie dynamischer Systeme besagt Anosovs Schließungslemma, dass sich geschlossene Pseudo-Orbiten eines dynamischen Systems durch periodische Orbiten approximieren lassen. Es wurde von Dmitri Wiktorowitsch Anossow bewiesen.

## Schließungslemma
Sei {\displaystyle \Lambda \subset M} eine hyperbolische Menge eines Diffeomorphismus {\displaystyle f\colon M\to M}.
Dann gibt es eine offene Umgebung {\displaystyle U} von {\displaystyle \Lambda } und positive Zahlen {\displaystyle C,\epsilon _{0}>0}, so dass es für alle {\displaystyle \epsilon <\epsilon _{0}} zu jedem geschlossenen {\displaystyle \epsilon }-Pseudo-Orbit {\displaystyle x_{0},\ldots ,x_{n-1}} der Länge {\displaystyle n} ein {\displaystyle y\in M} mit 
{\displaystyle f^{n}(y)=y}
gibt mit 
{\displaystyle d(f^{k}(y),x_{k})<C\epsilon } für {\displaystyle 0\leq k\leq n-1}.